# Gordon Grieve
Gordon Grieve (* 21. August 1912 in Otahuti, Southland; † 17. Oktober 1993) war ein neuseeländischer Politiker der National Party.

## Biografie
Grieve wurde 1912 in Otahuti, einem Dorf nordwestlich von Invercargill, geboren. Er besuchte die Otahuti School und wurde Landwirt. Er war Mitglied der Southland A & P Association.
Grieve vertrat den Wahlkreis Awarua im Repräsentantenhaus von 1957 bis 1969. Als Presbyterianer war er 1961 ein der zehn Repräsentanten der National Party, die mit der Opposition wählten, um die Todesstrafe für Verbrecher aus dem vom Kabinett Holyoake II eingeführten Crimes Bill zurückzuziehen.
1980 wurde Grieve während der königlichen Neujahrsfeier (1980 Queen's Birthday Honours) als Komtur des Queen’s Service Order für sein öffentliches Verdienst ernannt.
Grieve verstarb am 17. Oktober 1993 und wurde auf dem Eastern Cemetery in Invercargill bestattet.